# Mara, alucinada
Mara, alucinada  es el trigésimo capítulo de la segunda temporada de la serie de televisión argentina Mujeres asesinas. Este episodio se estrenó el día 31 de octubre de 2006.
Este episodio fue protagonizado por Ana María Orozco, en el papel de asesina. Coprotagonizado por Roberto Vallejos y Emilio Bardi. También, contó con la actuación especial de Patricio Contreras.

## Desarrollo

### Trama
Mara (Ana María Orozco) es una ama de casa que se siente incomprendida y abandonada por su marido y sus dos pequeños hijos. Se siente distinta al resto de la gente, cree que es especial y que el mundo real le queda chico. Para ella lo esencial es el alma y busca siempre escuchar su voz interior. Muchas veces la realidad familiar no coincide con lo que escucha en su mente. Fabio (Roberto Vallejos) trata de comprender qué pasa con ella y que siente. Pero ella, entre sus alucinaciones (donde ve al fantasma de su madre muerta años atrás, que le aconseja que es lo que debe de hacer), lidia con su batalla interna, que desencadenará en un trágico final. Le dispara a su marido con una escopeta y con un revolver, luego va a la habitación de sus hijos y les dispara con el revolver, matándolos e intentándose suicidar.

### Condena
Mara fue condenada a reclusión perpetua por el homicidio de su marido y sus hijos. En la sentencia se señala que actuó bajo una tormenta psicopática en el marco de una personalidad carente de amor, sin culpas ni remordimientos.

## Elenco
- Ana María Orozco
- Roberto Vallejos
- Emilio Bardi
- Isabel Quinteros
- Patricio Contreras
- Inés Mariscal (voz)